# Grammomys ibeanus
Grammomys ibeanus es una especie de roedor de la familia Muridae.

## Distribución geográfica
Se encuentra en Kenia, Malaui, Sudán, Tanzania,  Uganda y Zambia.

## Hábitat
Su hábitat natural son: Clima tropical o Clima subtropical, montañas  gran altitud y matorrales.

## Estado de conservación
Se encuentra amenazada de extinción por la pérdida de su hábitat natural.